# Терлецкий, Николай Александрович
Николай Александрович Терле́цкий (1908—1989) — советский инженер, конструктор, учёный, специалист в области создания ядерных зарядов, кандидат технических наук.

## Биография
Родился 28 апреля 1908 года в городе Рыльске (ныне Курская область).
Окончил Воронежский технологический институт пищевой промышленности (1930).
В 1930—1948 годах работал на предприятиях Воронежа и Москвы на инженерных должностях.
В 1948—1958 годах — инженер-конструктор, заместитель начальника сектора РФЯЦ-ВНИИЭФ.
В 1958—1972 годах работал во ВНИИА: ведущий конструктор, начальника отдела, учёный секретарь.
Умер в 1989 году в Москве.

## Награды и премии
- Сталинская премия второй степени (1949) — за разработку проверенной конструкции специального заряда из взрывчатых веществ
- Сталинская премия второй степени (1951) — за участие в разработке важнейших узлов изделия РДС
- Сталинская премия первой степени (1953) — за разработку конструкции основных узлов изделий РДС-6с, РДС-4 и РДС-5
- орден Красной Звезды (1944)
- три ордена Ленина (1949, 1954, 1956)
- медали